# Condong (Jaya Pura)
Condong is een bestuurslaag in het regentschap Ogan Komering Ulu van de provincie Zuid-Sumatra, Indonesië. Condong telt 1198 inwoners (volkstelling 2010).